# Soós Jóska
Soós Jóska (Apostag, 1921. december 20. – Antwerpen, 2008. augusztus 15.) sámánfestő.

## Élete
Négy- és tízéves kora között a nagyszüleinél nevelkedett, az Apostagtól 15 km-re délre fekvő Solton. Tízévesen visszakerült a szüleihez Budapestre, de minden évben visszatért Soltra nyaralni.
A Bacsa sámán klánban jött a világra, magzatburokkal. Születése idején senki sem volt otthon, a mezőkön dolgoztak. Az édesanyja nem mert semmit sem csinálni, csak világra hozta, így mikor Jóska megszületett, a burkon belül maradt, amit még a köldökzsinór kötött össze vele legalább húsz percen keresztül, mire végül az egyik szomszéd betért. Szokatlan szülése nem kerülte el a falusi sámán figyelmét, aki szárnyai alá vette. A falusi sámán, Tamás bácsi lovakat tartott, és kovács volt. Négy-öt gyermeket választott ki, akiknek gondját viselte azzal a céllal, hogy beavassa őket. Jóska minden nap meglátogatta, ő pedig gyakran elvitte magával amikor eljárt az emberekhez, akiknek gyógyításra volt szükségük. Tamás bácsi úgy gyógyított meg embereket és állatokat, hogy szöveg vagy szavak nélkül énekelt. Ezen felül Tamas bácsi nem csak gyógynövényeket használt, hanem különféle szellemi energiákkal is dolgozott. Mindig azt mondogatta: én nem gyógyítok, helyreállítom a harmóniát.
Egy évvel azelőtt, hogy Jóska először kezdte átélni misztikus élményeit, 5 és fél évesen egy érdekes balesete volt. Kint játszott a többi gyerekkel, melynek hevében elég nagy lármát csaptak. Az egyik paraszt rájuk szólt, hogy maradjanak csendben, mert a felesége beteg. A gyerekek el is hallgattak, de egy perc múlva újra folytatódott minden. A paraszt legalább háromszor szólt nekik, majd hirtelen egy nagy bottal jelent meg, amit a játszó gyerekek közé hajított. A bot eltalálta Jóskát aki eszméletlenül esett össze. Nem emlékezett rá, hogy ezután mi történt, de az édesanyja azt mondta neki, hogy hetekig élet és halál között volt. A bot pont úgy találta el, hogy megbénult a légzése és fulladásveszélyben volt. Az az agyi központ, ami a légzési folyamatért felelős, nem sérült meg, de ideiglenesen degradálódott, súlyos agyrázkódást kapott. Annyira emlékezett, hogy amíg eszméletlen volt, addig egy fehér fényben élt és utazgatott. Ugyanezt a fehér fényt több másik beavatásakor is megélte, de ezúttal benne volt, míg egyébként egy bizonyos távolságból látta. Úgy érezte magát, mintha pára volna, és különféle erők hatásait venné át, miközben egy elektromágneses mezőn haladna át. Nagyon élvezte és kellemesnek érezte ezt az állapotot. Önmagát időtlennek, határtalannak, egy tudatosságként tapasztalta. Közben volt egy másik öntudata is, olyan, ami mindenütt jelen volt.
1946-ban Jóska Belgiumba költözött. Nem sokkal azután, hogy megérkezett, a belga kormány úgy határozott, hogy az összes kelet-európai bevándorló csak akkor maradhat folyamatosan az országban, ha öt évig szénbányában dolgozik. Jóska tehát szénbányába ment dolgozni, ám folytatta az önmagán végzett belső munkát. Mikor a műszak véget ért, ő hátramaradt és lekapcsolta a világítást. Egy teljes órán át (ameddig a következő műszak megérkezett) totális sötétségben volt. Ezek után történt az első találkozása egy, az általa fény-hang lénynek nevezett szellemmel, a bánya mélyén. Ez egy krisztusi képmás volt, amint kiáramlott belőle az, hogy „Én vagyok a feltámadás, az élet.” Ez olyan megdöbbentő és félelmetes hatással volt rá, hogy nem mert többé hátramaradni a műszak után, hanem rendre felment a többi bányásszal. Csak néhány hét után vette a bátorságot, hogy újra lent maradjon és folytassa a gyakorlatait.
Jóska ezt követően totem figurák rajzolásába kezdett, melyekre a múltjából emlékezett, és megfestette a Krisztus figurát is amelyet a bányában látott. 1950-ben volt az első kiállítása a charleroi-i Parc galériában. 1965-ben Charleroi-ból Brüsszelbe költözött. Az elsődleges elfoglaltsága a festés lett. Azt vette észre, hogy ha abbahagyja a festést 10 napig vagy két hétig, akkor fejfájás kezdi el gyötörni, amelyet semmilyen gyógyszer nem tud enyhíteni.
1975-ben elhagyta a felesége, ami eléggé feldúlta. Erőtlennek érezve magát, tepsiken és vödrökön dobolt, hogy elmúljon a fájdalma. Egyik alkalommal, mikor újra dobolt, egy barátja jelenlétében, egyszer csak a tudatában egy mezőn találta magát. Egy vad medve tartott felé, de a szellemi vezetője eltüntette az állatot. Ez lett az első samanizációja.
Jóska végül Antwerpenbe költözött, ahol hátralévő életét munkával, samanizálással és festéssel töltötte. Itt hunyt el 2008. augusztus 15-én.
Több száz egyedi és lenyűgöző festményt valamint grafikát hagyott maga után, melyeken szellemi látomásait örökítette meg. Életéről a családja által állított honlapon lehet többet olvasni (hollandul, angolul és magyarul), ahol számos fotó is megtalálható.
Életét bemutató dokumentumfilmet Hoppál Mihály készített, 1995-ben: Soós Jóska - a magyar sámánfestő portréja.